# Emily Nonnen

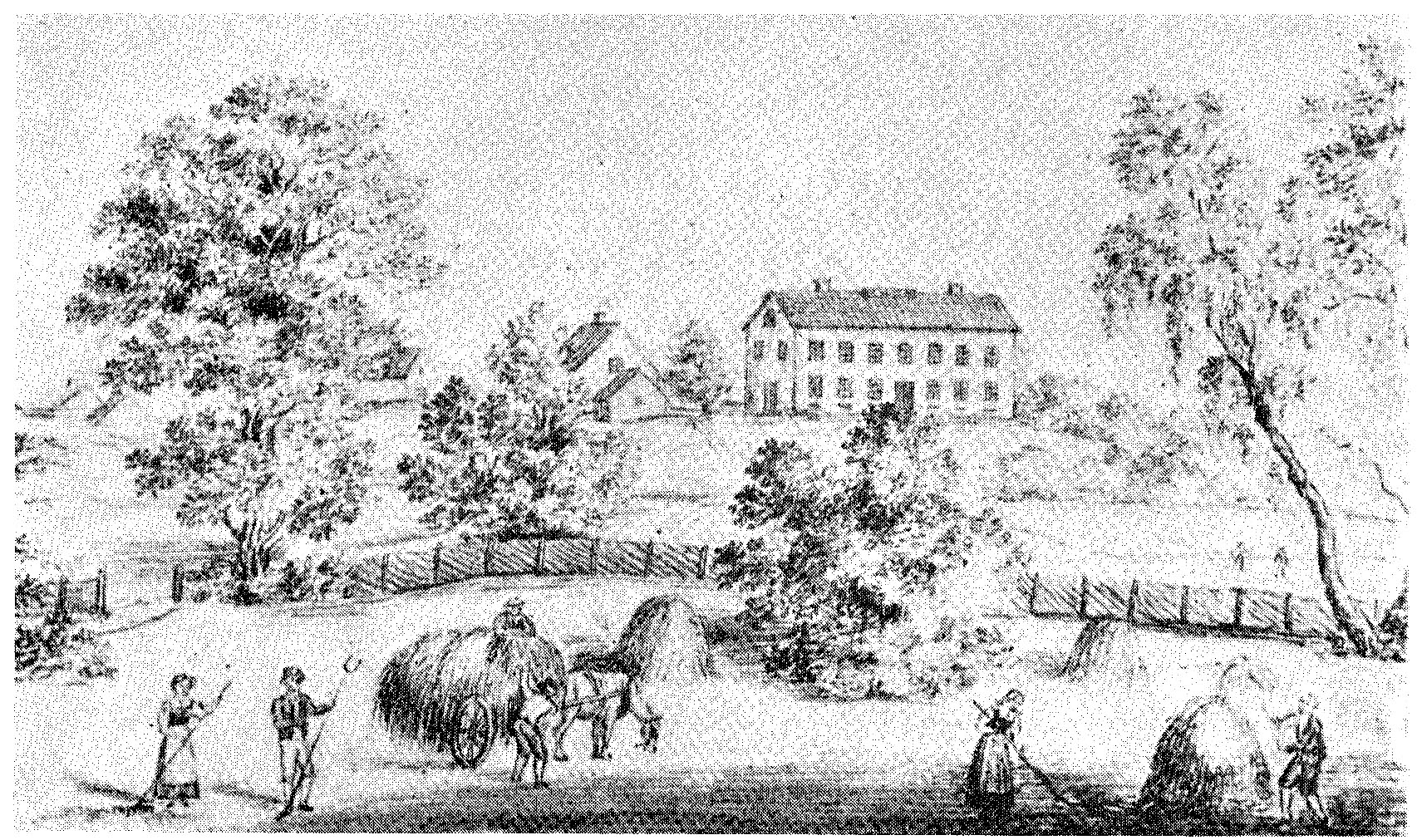
Degeberg 1835 med nya manbyggnaden, tecknad av Emily Nonnen.

Emily Nonnen, född  22 februari 1812 i London, död 19 januari 1905 på Lisebergs landeri i Göteborg, var en svensk författare, översättare och konstnär. 

## Biografi
Emily Nonnen var dotter till den brittiske affärsmannen John Nonnen och Anna Mathilda Nonnen samt syster till Fanny, Edward, Mary (1808–1903), Charlotte och Ann Nonnen. Hon flyttade som barn år 1819 med sin familj till Sverige, där hennes morbror Abraham Robert Lorent elva år tidigare hade bosatt sig och skötte ett sockerbruk som fadern hade del i. Familjen  var engagerade i den brittiska affärsföreningen British Factory och engelska församlingen och viktiga medlemmar i det göteborgska borgerskapet, särskilt den brittiska kolonin där. 
Hon fick hemundervisning i tyska och franska, matematik, latin, musik och oljemålning; Emily spelade även violin och läste italienska. De bodde från 1822 på Liseberg utanför staden. 
Familjens ekonomiska situation förändrades vid morbroderns död 1836. David Carnegie d.y., som varit hennes fars affärskompanjon, skänkte Liseberg till de tre ogifta systrarna Nonnen  (Mary hade gift sig och flyttat till Wales) så de skulle ha någonstans att bo efter faderns död år 1845. Deras ekonomiska situation hade dock förändrats och de fick sköta hushållet själva, hyra ut rum och ge lektioner och sköta husets trädgård, som nu gjorts om till handelsträdgård. Hon besökte England och Skottland med Carnegies jakt 1847. 
Emily Nonnen är begravd på Örgryte gamla kyrkogård.

### Konstnärskap
Emily Nonnen studerade porträttmåleri under Martinus Rörbye och teckning under C.W. Eckersberg i Köpenhamn 1838. Hon invaldes 1842 i Konst- och Slöjdföreningen i Göteborg, och ställde samma år ut i Stockholm. Hon gav konstlektioner i Göteborg och umgicks i konstkretsar i Stockholm och Uppsala.
Hon arbetade för att reformera den svenska barnlitteraturen och menade att dess syfte inte skulle vara nytta eller uppfostran utan att den skulle vara en ren fantasiflykt. Hon skrev ett tiotal ungdomsböcker och översatte svensk litteratur till engelska. År 1870 översatte hon Lewis Carrolls Alice’s äfventyr i sagolandet till svenska, hjälpt av den omständighet att hon kände såväl författaren som familjen Liddell. Åren 1865–1866 gav hon ut tidskriften Talltrasten med berättelser översatta, bearbetade eller helt skrivna av henne själv.
Nonnen finns representerad vid Göteborgs historiska museum, Uppsala universitetsbibliotek, Västergötlands museum  och Vetenskapsakademiens samlingar.

## Eftermäle
Nonnensgatan i stadsdelen Bö, Göteborg är uppkallad (1944) efter systrarna Nonnen.